# أرنولد شيرينغ
أرنولد شيرينغ (بالألمانية: Arnold Schering)‏ (و. 1877 – 1941 م) هو عالم موسيقى، وأستاذ جامعي، وكاتب، وموسيقي من ألمانيا، وألمانيا الشرقية، ولد في فروتسواف، يستخدم آلات كمان، توفي في برلين، عن عمر يناهز 64 عاماً.

## التعليم
تعلم في مدرسة الصليب ‏
.

## روابط خارجية
- أرنولد شيرينغ على موقع ميوزك برينز (الإنجليزية)